# Kirtorf
Kirtorf è una città tedesca di 3 199 abitanti, situata nel land dell'Assia.